# Château de Bazeille
Le Château de Bazeille est un château français situé au Ham, dans le département de la Mayenne et la région des Pays de la Loire. Il s'agit d'un château en ruine et d'un étang desséché.

## Histoire
L'Abbé Angot indique que ce que l'on nomme château de Bazeille, consiste aujourd'hui une motte accompagnée de deux demi-lunes, le tout en terre, et qui semble avoir fait partie d'un de ces châteliers du XIe siècle encore si communs dans la région. Il indique que tout près de là se voient d'autres vallonnements artificiels qui se rattachaient peut-être au château de Bazeille. C'est à cette seigneurie et non à la terre insignifiante du même nom au Pas, qu'il faut rattacher les noms de nombreux chevaliers cités dans les chartes du XIIe siècle au XIVe siècle.
Raoul de Bazeille, chevalier, semble avoir été un personnage considérable au commencement du XIVe siècle, à en juger par son testament. L'énumération des paroisses où il avait des intérêts et auxquelles il laisse un souvenir, comprend dans la baronnie de Mayenne 35 noms,.

## Sources et bibliographie
- « Château de Bazeille », dans Alphonse-Victor Angot et Ferdinand Gaugain, Dictionnaire historique, topographique et biographique de la Mayenne, Laval, A. Goupil, 1900-1910 [détail des éditions] (BNF 34106789, présentation en ligne)